# Flores, Indonesia
Bản mẫu:Bảng tóm tắt đảo

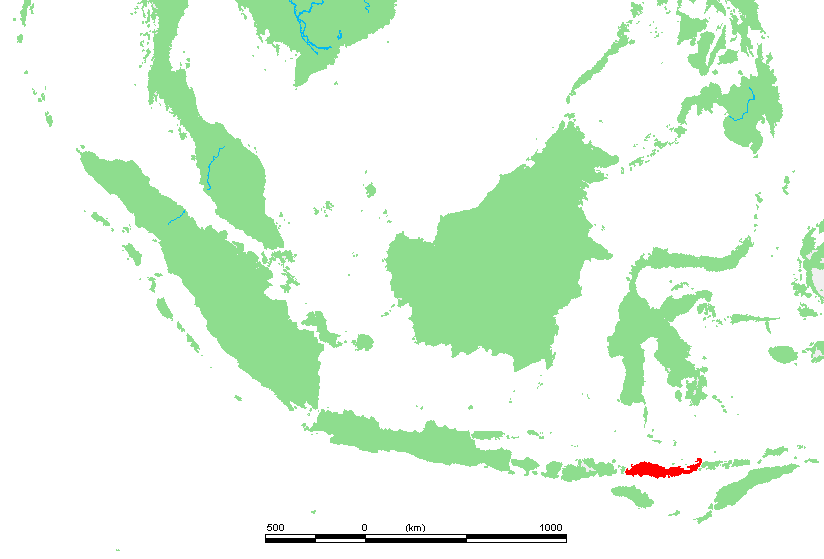
Vị trí đảo Flores

Flores là một trong các đảo thuộc nhóm các đảo gọi chung là quần đảo Nusa Tenggara (quần đảo Sunda Nhỏ), một vòng cung đảo trải dài từ phía đông đảo Java của Indonesia. Dân số trên đảo ước tính khoảng trên 1,5 triệu, với thị xã lớn nhất trên đảo là Maumere có dân số khoảng 70.000 người.
Flores nằm ở phía đông các đảo Sumbawa và Komodo và phía tây đảo Lembata cùng quần đảo Alor. Về phía đông nam của đảo này, vượt qua biển Savu là đảo Timor. Về phía nam, vượt qua eo biển Sumba, là đảo Sumba. Về phía bắc, vượt qua biển Flores, là Sulawesi.
Ngày 12 tháng 12 năm 1992, một trận động đất gần đảo Flores đạt cường độ 7,8 trên thang Richter đã xảy ra, giết chết 2.500 người.

## Từ nguyên
Tên gọi 'Flores' có nguồn gốc từ tiếng Bồ Đào Nha và có nghĩa là "hoa".

## Hành chính
Flores là một phần của tỉnh Đông Nusa Tenggara. Đảo này được chia ra thành 7 nhiếp chính (các quận huyện chính quyền địa phương); từ tây sang đông là: Tây Manggarai, Trung Manggarai, Ngada, Nagekeo, Ende, Sikka và Flores Timur.

## Quần động vật-thực vật
Vùng duyên hải phía tây Flores là một trong ít nơi, cùng với đảo Komodo, là những nơi có rồng Komodo sinh sống trong thiên nhiên. Chuột khổng lồ Flores cũng là loài động vật đặc hữu của đảo này.
Tháng 9 năm 2003, tại hang Liang Bua ở miền tây Flores, các nhà cổ nhân loại học đã phát hiện các bộ xương nhỏ mà được họ miêu tả như là một loài trước đây chhuwa biết thuộc họ Người (Hominidae), với danh pháp Homo floresiensis. Những bộ xương này được gọi không chính thức là hobbit (người lùn tưởng tượng) và dường như khi đứng thẳng chỉ cao khoảng 1 m. Bộ xương còn nguyên vẹn nhất (LB1) có niên đại khoảng 18.000 năm. Miêu tả về một loài mới đã được công bố, nhưng hiện vẫn bị các nhà nghiên cứu khác tranh cãi khi họ cho rằng những người cổ đại này có thể chỉ đơn thuần là chịu những rối loạn trong phát triển.
Flores cũng là nơi sinh sống của voi lùn thuộc chi Stegodon đã tuyệt chủng khoảng 18.000 năm trước đây. Đây cũng là nơi sinh sống của các loài gặm nhấm khổng lồ. Một số nhà khoa học cho rằng các nguồn lực hạn chế là nguyên nhân chính dẫn tới việc một số loài từng sinh sống trên đảo phải hoặc là lùn hóa hoặc phải khổng lồ hóa.

## Văn hóa

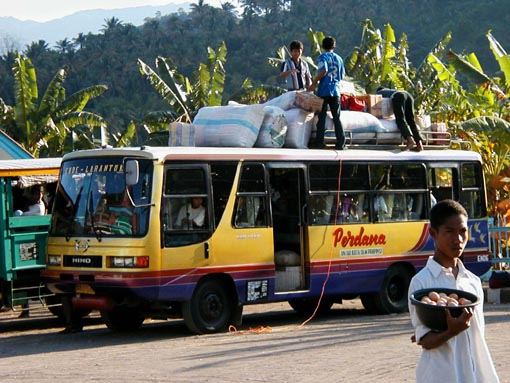
Xe bus tại Ende, Flores

Trên đảo này người dân sử dụng nhiều ngôn ngữ khác nhau, nhưng tất cả chúng đều thuộc về ngữ hệ Nam Đảo. Tại khu vực trung tâm đảo, trong địa phận các nhiếp chính Ngada, Nagekeo, Ende là ngôn ngữ mà người ta gọi là chuỗi phương ngữ Trung Flores hay liên ngữ Trung Flores. Trong khu vực này có những khác biệt ngôn ngữ nhỏ không đáng kể giữa gần như mọi làng. Ít nhất 6 ngôn ngữ là có thể nhận thấy được. Theo trật tự từ tây sang đông chúng là: Ngadha, Nage, Keo, Ende, Lio và Palu'e, được nói tại các khu vực trên đảo với cùng tên gọi thuộc vùng duyên hải phía bắc đảo Flores. Các ngôn ngữ cục bộ khác có thể bổ sung thêm vào danh sách này có lẽ còn có So'a và Bajawa, được các nhà nhân loại học coi là các phương ngữ của tiếng Ngadha.
Các thương nhân và nhà truyền giáo người Bồ Đào Nha đã đặt chân tới đảo Flores trong thế kỷ XVI, chủ yếu tại Larantuka và Sikka. Ảnh hưởng của họ vẫn có thể nhận thấy rõ trong văn hóa và ngôn ngữ Sikka. Trên thực tế, tên gọi của đảo, Flores, nghĩa là "hoa" trong tiếng Bồ Đào Nha.
Dân cư trên đảo Flores gần như chỉ theo Công giáo La Mã và vì thế đảo này có thể coi là đại diện cho "ranh giới tôn giáo" được tạo ra bởi sự mở rộng của Công giáo tại khu vực các đảo trên Thái Bình Dương và sự phổ biến của Hồi giáo từ phía tây Indonesia. Tại các khu vực khác của Indonesia, chẳng hạn như tại Malukus và Sulawesi, sự phân chia này là cứng nhắc hơn và nó là một trong các nguyên nhân gây ra các vụ xung đột bè phái có đổ máu.

## Kinh tế

### Du lịch

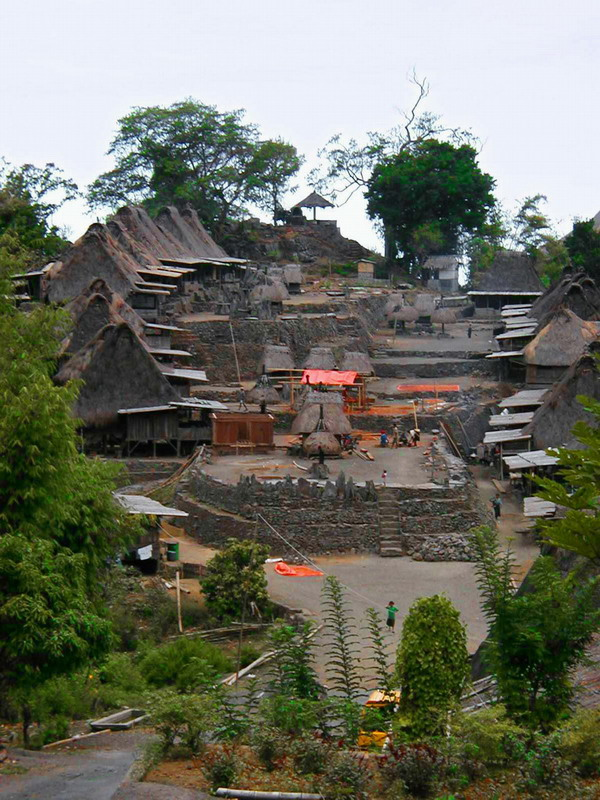
Làng Bena

Điểm thu hút du khách nhất trên đảo Flores có lẽ là Kelimutu với 3 hồ (Tiwu Ata Mbupu, Tiwu Nuwa Muri Koo Fai và Tiwu Ata Polo) có nước với màu sắc thay đổi nằm trong nhiếp chính Ende, gần với thị trấn Moni. Ba hồ miệng núi lửa này nằm trong hõm chảo núi lửa của một núi lửa, được nuôi bằng nguồn khí núi lửa, tạo ra nước có độ axít cao. Các hồ với nước có sắc màu này thay đổi màu sắc của chúng theo trạng thái oxy hóa của hồ, từ đỏ tươi tới lục và lam. Màu sắc vào cuối năm 2004 của ba hồ này là xanh Thổ, nâu và đen.
Tại vùng duyên hải phía bắc đảo Flores có một vài điểm thích hợp cho những người ưa thích lặn, đáng chú ý nhất có Maumere và Riung. Tuy nhiên, do các ngư dân dùng mìn để đánh cá và việc bán các sản phẩm từ san hô và vỏ sò, ốc cho du khách, cũng như các ảnh hưởng của sóng thần năm 1992, nên các rạn san hô đã bị phá hủy chậm chạp theo hướng không hồi phục được.
Labuanbajo (ở rìa phía tây đảo Flores) là thị trấn mà du khách thường đến, để từ đó có thể thăm các đảo Komodo và Rinca. Labuanbajo cũng thu hút các thợ lặn với bình dưỡng khí, do có cá nhám voi (Rhincodon typus), một loài cá nhám bơi chậm, sinh sống trong các vùng nước xung quanh Labuanbajo.
Du khách cũng hay tới các làng Luba và Bena để xem các kiểu nhà truyền thống tại Flores. Larantuka, ở rìa phía đông đảo này, được biết đến vì các lễ hội Tuần Thánh của mình.

### Khác
Ngoài du lịch, các hoạt động kinh tế chính khác trên đảo Flores còn có nông nghiệp, ngư nghiệp và sản xuất thạch rau câu từ tảo biển. Các loại cây lương thực chính trồng trên đảo Flores là lúa, ngô khoai lang và sắn, trong khi các cây công nghiệp chính là cà phê, lạc, lai và điều. Flores cũng là một trong các nơi có nguồn gốc mới nhất của cà phê Indonesia. Trước đây, phần lớn cà phê Arabica (Coffea arabica) từ Flores được pha trộn với cà phê nguồn gốc khác nhưng hiện tại, do nhu cầu tăng lên đối với loại cà phê này bởi độ đặc và vị ngọt sôcôla và mùi hương gỗ và hoa vani của nó.

## Thư viện ảnh

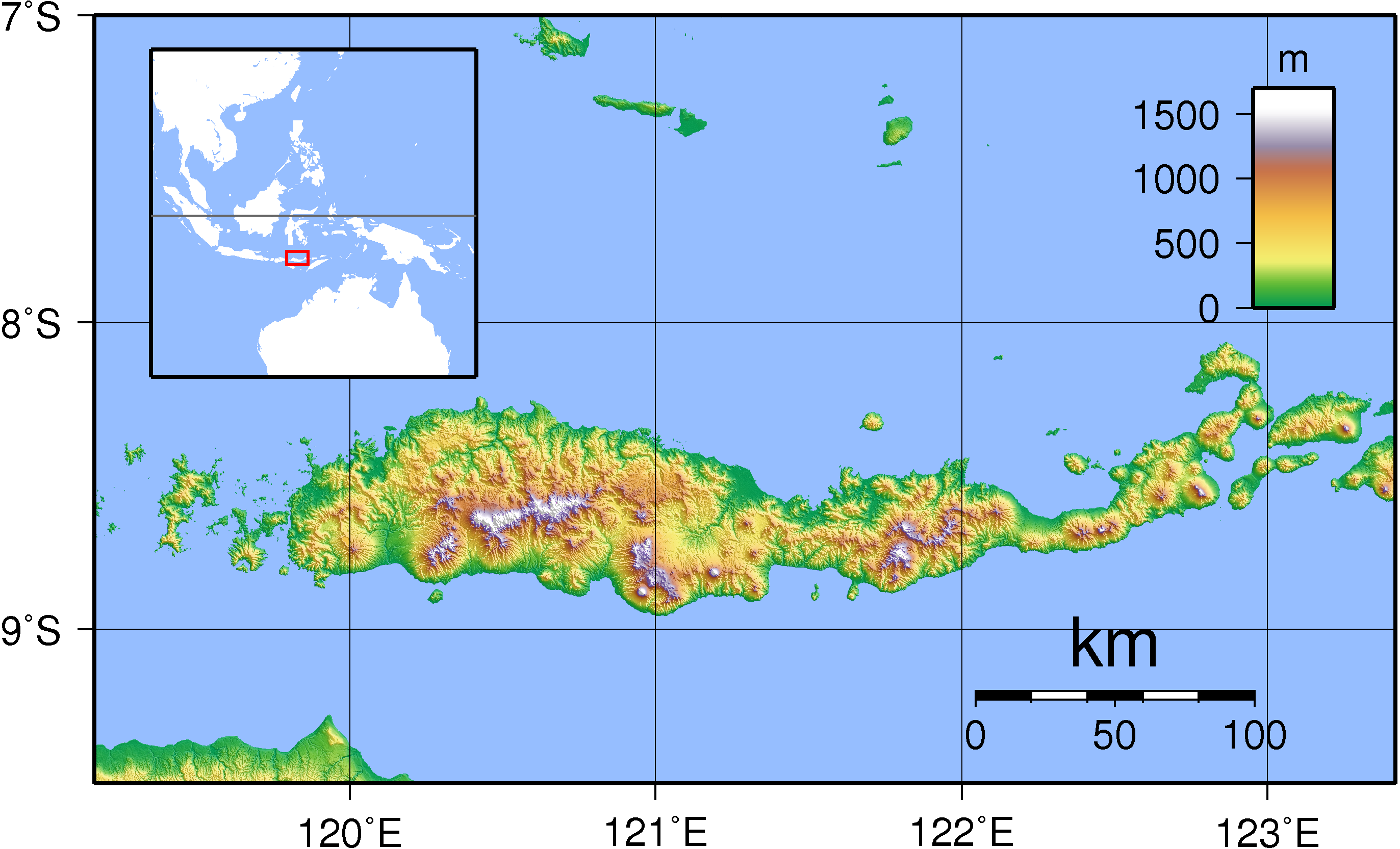
Bản đồ địa hình Flores
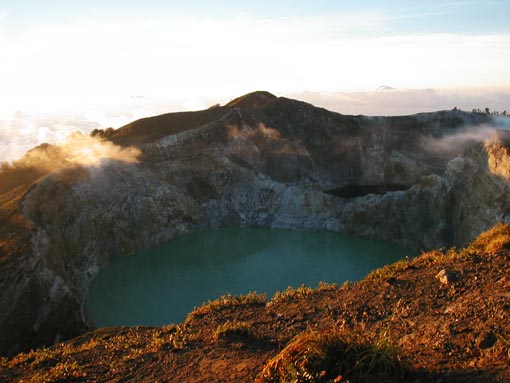
Kelimutu
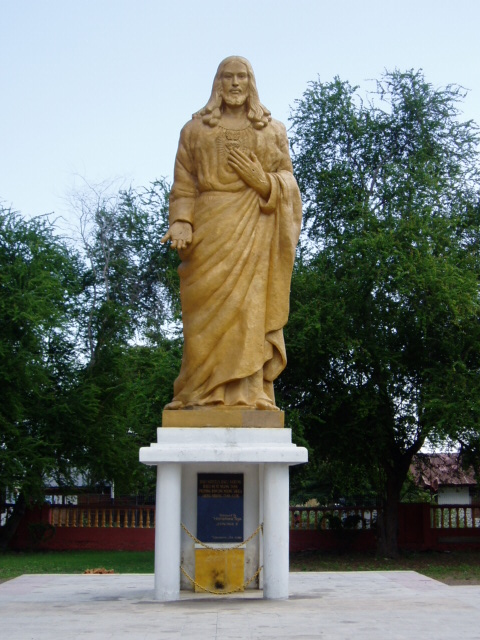
Tượng Jesus tại Maumere, Flores
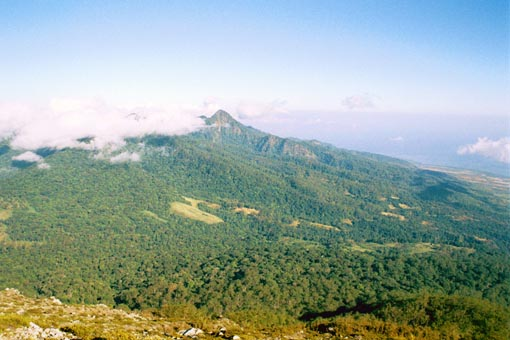
Cảnh quan gần Wodong và Gunung.